# Morelia, Colombia
Morelia är en ort i Colombia.   Den ligger i departementet Caquetá, i den sydvästra delen av landet, 400 km sydväst om huvudstaden Bogotá. Morelia ligger 263 meter över havet och antalet invånare är 2 257.
Terrängen runt Morelia är platt åt sydost, men åt nordväst är den kuperad. Runt Morelia är det ganska tätbefolkat, med 80 invånare per kvadratkilometer. Närmaste större samhälle är Florencia, 19,4 km nordost om Morelia. Omgivningarna runt Morelia är huvudsakligen savann.